# Банга Мундзула, Мишель
Мишель Банга Мундзула (фр. Michelle Banga Moundzoula; род. 30 ноября 1987) — конголезская легкоатлетка, специалистка по бегу на короткие дистанции. Выступала за сборную Республики Конго по лёгкой атлетике в первой половине 2000-х годов, победительница и призёрка первенств национального значения, участница летних Олимпийских игр в Афинах.

## Биография
Мишель Банга Мундзула родилась 30 ноября 1987 года.
Впервые заявила о себе на международном уровне в сезоне 2003 года, когда вошла в состав конголезской национальной сборной и выступила на Всеафриканских играх в Абудже, где бежала 100 и 200 метров. Заняла шестое место в беге на 200 метров на чемпионате Африки среди юниоров в Гаруа.
В 2004 году была заявлена на чемпионат мира в помещении в Будапеште — должна была стартовать в дисциплине 60 метров, но в итоге на старт здесь не вышла. Позднее отметилась выступлением на домашнем чемпионате Африки в Браззавиле: установила личный рекорд в беге на 100 метров (12,25), дошла до стадии полуфиналов в беге на 200 метров, вместе с соотечественницами стартовала в эстафетах 4 × 100 и 4 × 400 метров. Благодаря череде успешных выступлений удостоилась права защищать честь страны на летних Олимпийских играх в Афинах — на предварительном квалификационном этапе дисциплины 200 метров с результатом 24,37 финишировала в своём забеге последней и сразу же выбыла из борьбы за медали.
После афинской Олимпиады Банга Мундзула ещё в течение некоторого времени оставалась действующей спортсменкой и продолжала принимать участие в различных легкоатлетических стартах. Так, в 2005 году она заняла пятое место на соревнованиях Caltaf Classic в Калгари, установив при этом личный рекорд в беге на 200 метров — 24,75.